# Raser i The Elder Scrolls
Raser i datorspelsserien The Elder Scrolls sammanfattas här. Tio av raserna är spelbara i datorspelet och andra av dem nämns endast i böcker eller vid fornlämningar i spelen.

## Alver

### Altmer
Älvrasen Altmer kommer från provinsen Summerset Ilse. På det kejserliga språket kallas det stolta, resliga och gyllenehudade folk för High Elves. I riket ses "high" i betydelsen "stolt" eller "snobbig", egenskaper som rasen Altmer i anses personifiera.
Älvrasen anser sig, med viss rätt, vara den mest civiliserade kulturen i hela Tamriel. Det gemensamma språket i imperiet, tamrielska, är delvis baserat på altmerernas tal och skrift. Även en stor del av imperiets konst, hantverk och vetenskap har sitt ursprung hos altmererna. 
Altmerernas självbelåtenhet, överdrivna självförtroende och självpåtagna överlägsenhet kan vara svår att uthärda för andra folk. Altmererna är händiga, intelligenta och viljestarka och har fallenhet för den mystiska konsten. Altmerer berömmer sig med att deras sublima fysiska natur gör dem betydligt mer motståndskraftiga mot sjukdomar än vad de kallar, "de mindre raserna". Rasen är känsliga för eld, frost, och chock.

### Bosmer
Barbarrasen Bosmer kommer från provinsen Valenwood. I riket är benämns de ofta som Wood Elves eller The Tree-Sap People. Detta antyder rasens vilda vitalitet och ungdomlig energi, i kontrast till dess mer saktmodiga kusiner, Altmererna och Dunmererna.
Bosmererna avvisar traditioner i det högkulturella riket som stela och formella. De föredrar istället en romantisk, enkel existens i harmoni med naturen, dess vilda skönhet och otämjda djurliv. Rasen är kvick och snabb i kroppen. Eftersom den är nyfiken till naturen, lämpar bosmerern sig speciellt väl som scout eller tjuv. Men allra mest är bosmererna kända för sin skicklighet med bågar.
Deras förmåga att befalla enfaldiga varelser är också välkänt runtom i riket. Bosmererna är religiösa köttätare och kannibaler, men vördar samtidigt träd och växters liv. De har ändå inget emot att använda trä- eller vegetabiliska produkter som skapats av andra.

### Chimer
Sektfolket Chimer, "det förändrade folket" eller Changed Ones, var dissidenter som övergav Summerset Isle och inledde en utvandring till Morrowind. De följde profeten Veloths ord. Han talade till folket på uppdrag av Boethiah, Prince of Plots och de tre andra goda Daedranerna.
Veloths och Daedranernas läror gav upphov till en ny kultur på Tamriel och ett nytt folk, chimererna. Dessa var fysiskt omöjliga att skilja från altmererna, som också härstammar från Summerset Isle. De landsflyktiga chimererna blev kända som velothinerna. Begreppet kan också användas i en allmän betydelse för dunmererna, fast det hänvisar till ex-ashlandererna som övergett sina nomadiska levnadssätt.

### Dunmer
Älvrasen Dunmer kommer från provinsen Morrowind, där den enorma ön Vvardenfell ligger. Rasen är också känd som Dark Elves, främst på grund av den mörka hyn. "Dark" växlas också ofta till "dyster" och "dåligt gynnad av ödet". Båda dessa inställningar till livet omfattas med entusiasm av dunmererna.
De mörkhyade, rödögda dunmererna kombinerar ett kraftfullt intellekt med styrka och vighet. Egenskaper som ger överlägsna krigare och trollkarlar. På slagfältet är dunmererna kända för sin skicklighet med kombinationen svärd, pilbåge och förstörelsemagi. De är till sin karaktär grymma, reserverade och misstroende och hyser dessutom förakt för andra raser.

### Dwemer
Dwemer, eller Dwarves är en icke-spelbar ras i spelet Morrowind. De är ett förlorat folk från Dwemereth, den region som numera kallas Morrowind. Deras ruiner och artefakter är utspridda över hela riket, särskilt inom Hammerfell (främst i bergen i Stros M'Kai), High Rock och Morrowind.
Ordet dwemer har sin rot i betydelserna "djup" och "hemlig". Eftersom dessa egenskaper var karaktäristiska för rasen, blev de med tiden rasens namn. Alternativnamnet Dwarves – som betyder dvärgar – är ett namn som användes av imperialerna och förmodligen skapades av jättarna.
Dwemererna utgjorde fritänkande, men ändå tillbakadragna älvklaner som ägnade sig åt vetenskapens, teknikens och det mystiskas hemligheter.

### Falmer
Älvrasen Falmer, eller Snow Elves, levde på kontinenten Tamriel, och finns kvar på exempelvis ön Solstheim. Falmererna, liksom många tomtar, var ett stolt folk med en ovanligt hög kunskap i magi. De hade en stor motståndskraft mot frost och kyla, eftersom deras hud var täckt med ett tunt lager av blåvit is. Det är okänt hur deras bosättningar såg ut.
Det enda kända vapen som de använde var Snow Prince-spjutet, som beskrivs i boken "Fall of the Snow Prince". Det ryktas att vapnet gömts i snögraven, som finns beskriven i boken, tillsammans med andra skatter. Den som använde detta spjut kunde enkelt absorbera livsenergin hos sina motståndare och överföra energin till sig själv, och därefter avsluta sin fiendes liv med ett kraftfullt frostslag.
Många äventyrare har försökt att hitta snögraven, men utan framgång. Falmererna var en energisk ras, men också en ras som mestadels höll sig ifrån andra. Därför är så lite känt om dem.

### Orsimer
Barbarrasen Orc är ett folkslag från "Pariahs stad". Rasen kallas även Orsimer, eller i forna tider "Korrupta alver" och "Pariahs folk". Detta folkslag har gjort sig känt för sitt orubbliga mod i strid och den orubbliga uthålligheten under strapatser.
I det gångna var orcerna mycket fruktade och hatade av andra folk och raser i Tamriel, men de har sakta men säkert vunnit acceptans i riket, i synnerhet för framstående tjänster i kejsarens legioner. Orcernas vapensmeder är prisade för sitt hantverk, och orckrigare i tunga rustningar utgör i frontlinjerna säkra punkter för rikets trupper. Dessa orckrigare är skräckinjagande när de använder sin magiska och ursinnigs Berserkerkraft.
Det är främst Imperialmedborgare som betraktar orcsamhället som grovt och grymt. Det finns mycket att beundra i detta folks hårda stamlojaliteter. De har också ett generöst synsätt på rang och respekt mellan könen.

## Mänskliga

### Breton
Människorasen Breton är urinvånarne från provinsen High Rock. De står enade i kultur och språk, men är politiskt splittrade. Bretonerna utgör mestadels bonde- och soldatbefolkningen. Det magiska feodala kungadömet är rasens stora rival om makten. Många bretoner är magiskt kunniga, och har en medfödd motståndskraft mot densamma.
Rasen är känd för sin färdighet i abstrakt tänkande och är aggressivt lagd. De är inte den enda etniska gruppen från High Rock, även häst- och häxfolken har sitt ursprung i regionen. Även dessa folk skulle kunna kallas bretoner, som geografisk etikett.

### Imperial
Den civiliserade rasen Imperial härstammar från den kosmopolitiska provinsen Cyrodiil. Dess invånare är välutbildade och vältaliga, därav rasens smeknamn Cyrodils. Imperialerna är också kända för sina medborgararméer, för sin disciplin och utbildning.
Fysiskt är imperialerna underlägsna många andra raser, men är istället sluga diplomater och affärsmän. Dessa egenskaper, tillsammans med rasens enastående skicklighet i strid, har gjort att imperialerna underkuvat alla andra folk och raser. 
Rasens inflytande har avtagit genom epokerna.

### Nord
Människorasen Nord har Skyrim som hemprovins. Denna nordliga och ljushåriga ras är känd för sin otroliga köldresistens och för magiska frostkunskaper. Norderna är ivriga krigare som tar anställning som legosoldater i hela riket. De är ivriga att utöka sina färdigheter som krigare och briljerar i alla typer av krigföring.
Norderna trivs i det kalla, och är kända som ett militärt folk i grannprovinserna. De är också vana sjömän, och har bedrivit sjöfart med tillhörande handel sedan den första utvandringen över havet, från Atmora.

### Redguard
Människorasen Redguard härstammar från provinsen Hammerfell. Dessa naturligt begåvade krigare är mörkhyade, med strävt hår. Detta folkslag med fallenhet för aggressivitet, tycks vara fött för att slåss. Rasens stolthet och starka behov av oberoende gör dem annars lämpade som scouter och äventyrare, hellre än som vanliga legosoldater.
Redguarderna också välsignade med hård kroppskonstitution, motståndskraft mot gifter och otrolig snabbhet. Redguarderna är av en annan linje än övriga människoraser och har inga rötter i det uråldriga mänskliga hemlandet Atmora.

## Bestialiska raser

### Argonian
Reptilrasen Argonian härstammar från provinsen Black Marsh. Det är föga känt om dessa invånares hemprovins, och förstås ännu mindre om dem själva. Åratal av försvar av sina gränser har gjort rasen till experter i gerillakrigföring. De har en naturliga förmåga att klara sig i vattnet vilket de utnyttjar i sin krigföring.
Argonianerna klarar sig väl i för förrädiska träsk och har utvecklat naturlig immunitet mot sjukdomar och gifter som många upptäcktsresande i regionen fallit offer för. Deras till synes uttryckslösa ansikten innehåller en glimt av lugn intelligens, och många av dem är kunniga i den magiska konsten.
Argonianerna förlitar sig också på såväl list som stålstyrka för att överleva och har en naturliga smidighet. De är i allmänhet reserverade, långsamma med att lita på andra och är svåra att lära känna. Men sina vänner är de mycket lojala emot och beredda att gå i döden för.

### Khajiit
Kattrasen Khajiit är varelser från provinsen Elsweyr. Rasen är välkänd för sin stora intelligens, smidighet och rörlighet. Dessa egenskaper gör dem till utmärkta tjuvar, men också till skräckinjagande krigare. Khajiiterna är sällan kunniga i magi.
Fysiologiskt skiljer sig Khajiiterna mycket från människoraserna, inte bara på till benstommen och huden, utan också beträffande matsmältningsapparat och metabolism. Tillsammans med Argonianerna utgör Khajiiterna rikets "bestras".

## Gudomliga

### Daedra
Daedra, en icke-spelbar ras i Elder Scrolls-spelen, är en klass av gudomliga varelser som inte deltog i skapandet av Mundus och därmed har behållit hela sin makt. Ordet är av aldmeriskt ursprung, och betyder ungefär "inte våra förfäder", till skillnad från Aedra-"förfäderna".
Tekniskt sett skrivs Daedra endast i pluralis, men klassen beskrivs även som singularis i praktiken. Grammatiskt korrekt böjning i singularis är dock "Daedroth", men detta begrepp har senare kommit att hänvisa till en specifik art av klassen Daedra.
Framförallt bland människorna är dessa varelser förknippade med demoner. Detta är i själva verket felaktigt även om rasen har en förkärlek för förstörelse. Rasen är bortom döden och inte kapabel att vara "ond" eller "god" i den mening levande raser lägger i orden. Deras handlingar och beteenden tolkas dock som onda.